# Bloddonor
En bloddonor er en person, der leverer blod til en blodbank, så blodet kan benyttes i forbindelse med operationer på hospitalerne og dermed være med til at redde menneskeliv.
I dag findes der i Danmark ca. 218.000 frivillige, ubetalte bloddonorer. De leverer hvert år ca. 320.000 portioner blod til hospitalernes blodbanker.
En bloddonor afgiver som regel blod 1 til 4 gange årligt, alt efter blodtype og hæmoglobinværdi tidligere kaldet blodprocent. Der kan dog forekomme en "tappepause", hvis donor kommer i karantæne. Det kan for eksempel skyldes tatovering, piercing, graviditet, ophold i malaria-områder, eller som mand have haft sex med eget køn.

## Historie
Traditionen med personer som frivilligt og ubetalt afgiver blod er lang i Danmark. Der er således registreret frivillige og ubetalte tapninger helt tilbage til 1915.
Allerede inden spejderne startede de første spejderdonorkorps fandtes der frivillige bloddonorer i Danmark, men det var den unge spejderleder, landsretssagfører Tage Carstensen, der i 1930 bragte idéen om et frivilligt spejderbloddonorkorps med sig hjem til Danmark. Han havde under en rejse i England stiftet bekendtskab med engelske spejdere, som var bloddonorer og han rettede henvendelse til sine spejderkammerater rundt omkring i Danmark for at få dem med til at starte et donorkorps.
Den første spejdertapning foregik den 21. maj 1932. I løbet af det første år var der 53 bloddonorer i Danmark, som gav 33 portioner blod. Man mente dengang, at 200 donorer var nok til at dække det fremtidige behov for blod!
De første donorer ved de allerførste tapninger fra 1915 var frivilligt personale på diverse sygehusafdelinger. Men da det eksterne spejderkorps blev lavet, kom spejderne i overtal. Efterhånden som behovet for blod steg, kom de øvrige ungdomskorps og Sct. Georgs Gilderne i Danmark med i arbejdet, og inden længe også Arbejdernes Samariterforbund, Dansk Røde Kors, Dansk Idræts Forbund og senere igen hjemmeværnet, lottekorps m.v.
Dengang kunne blod kun gives ved direkte transfusion. Blodbanker, hvor blodet kunne opbevares, kendtes ikke. Når det var nødvendigt blev en bloddonor tilkaldt og hentet i ambulance. Han blev tappet bag en skærm medens patienten lå på den anden side. Dette fandt oftest sted på selve operationsgangen. Blodet blev hældt gennem en åben tragt direkte intravenøst i patienten efter at der var foretaget en AB0-typebestemmelse og et AB0-forlig på et objektglas. Komplikationsfrekvensen ved blodtransfusion var høj, men ofte var det den sidste udvej for at redde patientens liv.

## Screening
I de vestlige lande sker der i dag typisk en screening af donorens blod, før donoren bliver godkendt og donorkandidaten skal udfylde et skema med bl.a. helbreds- og seksuallivsoplysninger, samt tidligere sygdomsforløb og udlandsrejser. Alt doneret blod testes for forskellige sygdomme, bl.a. HIV, Malaria og leverinfektioner. Hvis en sygdom påvises orienteres donoren og det donerede blod kasseres.
I Danmark indførtes screening i 1986 efter blødersagen, hvor 91 danskere med hæmofili blev HIV-smittet på grund af inficeret donorblod.
Med den brugte screeningsmetode kan virus dog ikke spores i blod doneret inden for de første 3–4 uger efter smitte, og er derfor ikke 100% sikker. I 2007 blev to patienter således smittet med HIV-inficeret blod, som ikke var fanget i screeningen.
Per 1. januar 2009 indførtes derfor den mere nøjagtige (men også væsentligt dyrere) NAT-test, som kan spore smitte blot 2 dage efter smitte.
De næste otte år fangede NAT-testen 10 tilfælde af hepatitis B og C virus, der ikke kunne spores med konventionelle test (dog ingen HIV tilfælde). På den baggrund blev NAT-testen afskaffet igen i 2017.

## Donation
Ved selve donationen skal donoren ligge på en briks med den ene arm blottet. Der måles hæmoglobinværdi og evt. blodtryk for at sikre at donoren ikke lider af jernmangel eller har kredsløbsproblemer. Albuehulen desinficeres og en kanyle anbringes derefter i en vene. Blodet flyder derefter gennem kanylen og en slange ned i en speciel opsamlingspose, placeret på et stativ. Donoren kan rytmisk klemme en lille gummibold med hånden for at hjælpe processen på vej. Der tappes typisk ca. en halv liter blod ad gangen og processen tager omkring 10-15 minutter.

## Efter donationen
Når bloddonationen er overstået forbindes det lille stiksår med gaze, vat og plaster. En lille forfriskning tilbydes for at hjælpe med at genopbygge blodvolumen igen. Donoren skal resten af dagen undgå hårdt fysisk arbejde og tunge løft. Indenfor 24 timer er blodvolumen genopbygget, de røde blodlegemer er genopbygget efter 3-5 uger og afgivet jern er genopbygget efter 8-12 uger inklusive jerndepotet ferritin.

## Komplikationer
Nålestik afgiver typisk kun mindre ubehag, men ved nogle donorer kan det være svært at tappe nok blod. Under tapningen kan donoren føle sig svimmel som følge af fald i blodtrykket og det kan derfor være en god idé at blive liggende cirka 10 minutter efter tapningen. I enkelte tilfælde kan donoren få blå mærker hvor kanylen har siddet, enten hvis venen er perforeret på bagsiden eller hvis stikket ikke lukkes med tilstrækkeligt tryk. Men der kan også ske mindre nerveskader, der kun ganske langsomt heler. Det er vigtigt at spise et ordentligt måltid mad et par timer før tapningen, da dette mindsker risikoen for komplikationer.
Der er omkring 130 tapninger om året, hvor der sker en skade. Bloddonorerne i Danmark definerer en skade som en gene, der ikke er forsvundet en uge efter tapningen.

## Belønning
Bloddonorerne i Danmark belønnes udelukkende med forskellige hæderstegn. Efter første tapning gav man tidligere en nål med en bloddråbe. Efter 10 tapninger udleveres en bronzenål, med "løvkrans" i bronze; efter 25 tapninger modtager donoren en tilsvarende nål i sølv; og efter 50 tapninger, en nål i guld. Når en donor har givet blod 100 gange, får vedkommende en stentøjspelikan, udført af kunstneren Janne Grut, og fremstillet på Royal Copenhagen (Den Kongelige Porcelænsfabrik). I anledning af Bloddonorernes daværende protektor, HKH prins Henriks, 70 års fødselsdag den 11. juni 2004 skabtes Bloddonorernes Æresdiplom. Det gives til bloddonorer, der donerer blod for 150. gang. Diplomet ærer de donorer, der gør en ekstraordinær indsats for donorsagen.
Visse steder afholder der en gang om året en fest for de donorer, som i det forgangne år har opnået 50, 100, eller 150 tapninger. Donorerne inviteres typisk (med ledsager) til en særforestilling med et populært underholdningsensemble (eksempelvis Linie 3, De Nattergale eller Ørkenens Sønner).

## Protektor
Fra 2001-2007 var HKH prins Henrik protektor for bloddonorsagen. I 2008 overtog HKH kronprins Frederik protektionen af bloddonorsagen.